# 中国科学院大学集成电路学院
中国科学院大学集成电路学院，原名中国科学院大学微电子学院，是2013年中国科学院大学成立的学院，是2011年经教育部批准的首批国家示范性微电子学院之一，依托单位是中国科学院微电子研究所和中国科学院半导体研究所。

## 历任院长
1. 第一任　2013年至今　院长：叶甜春